# ヨリト・クンスト
ヨリト・クンスト（Jorrit Kunst 、1989年5月11日 - ）は、オランダ・アウトハウゼルメーデン出身の元プロサッカー選手。現役時代のポジションは、ディフェンダー（レフトバック）。